# Koszmosz–814
Koszmosz–814 (oroszul: Космос 814)  szovjet ISZ–A típusú elfogóvadász-műhold volt.

## Jellemzői
Az ISZ–A műholdat a Cselomej vezette OKB–52 kidolgozott koncepció alapján az OKB–1 fejlesztette ki és építette meg. Feladata az ellenséges műholdak megsemmisítése volt.
1976. április 13-án a Bajkonuri űrrepülőtér 90/19-es indítóállásából egy Ciklon–2 (11K69) hordozórakétával juttatták alacsony Föld körüli pályára. Az orbitális egység pályája 90,48 perces, 65,07 fokos hajlásszögű, elliptikus pálya-perigeuma 118 kilométer, apogeuma 480 kilométer volt.
1996. április 13-án Koszmosz–803-as célműholdat 1 kilométeres távolságra megközelítve elfogást imitált, de a célműholdat nem semmisítette meg. Földi parancsra belépett a légkörbe és megsemmisült.